# Allie DeBerry
Alexandria "Allie" DeBerry (n. Houston, Texas; 26 de octubre de 1994) es una actriz y modelo estadounidense, DeBerry ha tenido notables papeles de invitada en True Jackson, VP como "Cammy" y fue actriz invitada en dos episodios de la serie original de Disney Channel, Shake It Up!, como la enamorada de Flynn, "Destiny". Ella es principalmente reconocida por su importante rol recurrente en la serie original de Disney Channel, A.N.T. Farm interpretando el papel de Paisley Houndstooth.

## Primeros años
DeBerry nació el 26 de octubre de 1994 en Houston, Texas. Ella es la más joven de tres hijos de Tom y Cindy DeBerry. Su amor por estar delante de la cámara comenzó desde el principio con su carrera como modelo a los 4 años. Ella avanzó en la industria comercial, en colaboración con la Page Parkes Modeling Agency en Houston y el Pastorini y Bosby Talent Agency, también en Houston. Ella apareció en numerosos anuncios publicitarios, incluyendo anuncios locales para el Memorial Hermann Hospitals, así como derecho nacional incluyendo Academy Sports and Outdoors.

## Carrera
En la actuación DeBerry comenzó oficialmente en 2001, donde interpretó a una "niña de las flores" en una película para televisión The Way She Moves. También en ese año fue actriz invitada como "Brittany" en It's a Miracle. En 2003, DeBerry interpretó un papel como invitado en la serie de televisión I'm with her como Joven Alex. DeBerry tuvo su primera película de cine en 2007 Love and Mary como Sara Pedersen. Al año siguiente, continua su carrera en la televisión, y reservando un reality, What's the Word? el cual fue presentado en dos episodios. En 2009, DeBerry se hizo más notado por su papel de invitado en la serie de televisión True Jackson VP, ella apareció en dos episodios, interpretando el papel de "Cammy", una amiga de Pinky interpretado por Jennette McCurdy de iCarly. DeBerry apareció en Disney Channel como actriz invitada en la serie Shake It Up!, su personaje Destiny (enamoramiento de Flynn), apareció en dos episodios, llamado "Meatball it Up" y "Hook It Up". Actualmente, DeBerry ha aparecido como Paisley Houndstooth en la serie original de Disney Channel, A.N.T. Farm junto con China Anne McClain, Sierra McCormick, Jake Short, Stefanie Scott y Carlon Jeffrey.
donde tuvo un gran accidente con la tintura color amarillo

## Vida personal
Además de pasar en la industria del cine, DeBerry es también una talentosa cantante. Como estudiante de Kingwood Middle School en Kingwood, Texas, fue una miembro del coro All Region. DeBerry también sobresale en lo académico y en todo lo que ella participa. Ha ganado numerosas medallas en eventos de atletismo, colocando en el distrito se reúne, también. DeBerry es descrita por todos como una persona bien conectada a tierra y todo excepto en torno a su personaje en A.N.T. Farm, Paisley Houndstooth.

## Filmografía
| Año  | Título                      | Personaje           | Notas                                                                   |
| ---- | --------------------------- | ------------------- | ----------------------------------------------------------------------- |
| 2001 | The Way She Moves           | Chica de las flores | Debut en cine                                                           |
| 2001 | It's a Miracle              | Brittany            | "Lost Little Girl" (Temporada 4, Episodio 16)                           |
| 2003 | I'm with Her                | Joven Alex          | "Alex Misses the Boat" (Temporada 1, Episodio 8)                        |
| 2007 | Love and Mary               | Sara Pedersen       | Primer personaje en cine                                                |
| 2008 | What's the Word?            | Ella misma          | Concursante, "Johnny Kapahala: Back on Board" (Temporada 1, Episodio 7) |
| 2009 | The Wannabes Starring Savvy | Estudiante de Balet | "The Wannabes Are Gonna Be" (Temporada 1, Episodio 1) No acreditada     |
| 2010 | Shake It Up                 | Destiny             | "Hook It Up" (Temporada 1, Episodio 8)                                  |
| 2013 | Spirit Rides                | Kacie               |                                                                         |
| 2013 | Los muertos del hambre      | Chica               |                                                                         |
| 2013 | Pa ss The Light             | Jackie              |                                                                         |
| 2013 | A.N.T. Farm                 | Paisley             |                                                                         |
| 2015 | Spirit Riders               |                     |                                                                         |